# Championnats du monde de natation handisport
Les Championnats du monde de natation handisport est un événement organisé par le Comité international paralympique. Les nageurs avec un handicap peuvent y participer.
Les premiers championnats du monde de natation en bassin de 50 m ont eu lieu à La Valette à Malte en 1994 tandis que les premiers championnats en petit bassin ont eu lieu à Rio de Janeiro au Brésil en 2009.

## Éditions

### En bassin de 50 m
| Édition | Année                       | Ville         | Pays             | Date                      | Athlètes    | Pays participants |
| ------- | --------------------------- | ------------- | ---------------- | ------------------------- | ----------- | ----------------- |
| 1er     | 1994 (résultats détaillés)  | La Valette    | Malte            |                           | Près de 500 | 44                |
| 2e      | 1998 (résultats détaillés)  | Christchurch  | Nouvelle-Zélande | 7 au 17 octobre           | Plus de 450 | 51                |
| 3e      | 2002 (résultats détaillés)  | Mar del Plata | Argentine        | 6 au 17 décembre          | 574         | 53                |
| 4e      | 2006 (résultats détaillés)  | Durban        | Afrique du Sud   |                           | 549         | 49                |
| 5e      | 2010 (résultats détaillés)  | Eindhoven     | Pays-Bas         | 15 au 21 août             | 649         | 53                |
| 6e      | 2013 (résultats détaillés)  | Montréal      | Canada           | 12 au 18 août             | Plus de 650 | Plus de 60        |
| 7e      | 2015 (résultats détaillés)  | Glasgow       | Écosse           | 13 au 19 juillet          | 580         |                   |
| 8e      | 2017 (résultats détaillés)  | Mexico        | Mexique          | 27 novembre au 7 décembre | 580         |                   |
| 9e      | 2019 (résultats détaillés)  | Londres       | Royaume-Uni      | 9 au 15 septembre         | 637         | 80                |
| 10e     | 2022 (résultats détaillés ) | Funchal       | Portugal         | 12 au 18 juin             | 488         |                   |
| 11e     | 2023 (résultats détaillés ) | Manchester    | Royaume-Uni      | 31 juillet au 6 août      | 549         |                   |
| 12e     | 2025 (résultats détaillés ) | Singapour     | Singapour        | 21 au 27 septembre        |             |                   |

### En bassin de 25 m
| Édition | Année                      | Ville          | Pays   | Date                      | Athlètes    | Pays participants |
| ------- | -------------------------- | -------------- | ------ | ------------------------- | ----------- | ----------------- |
| 1er     | 2009 (résultats détaillés) | Rio de Janeiro | Brésil | 29 novembre au 5 décembre | Plus de 260 | 31                |

## Classification
Les épreuves de natation sont classées par lettres et par chiffres. La lettre "S" désigne la nage libre, le dos et le papillon; "SB" la brasse; et "SM" le medley. Les chiffres désignent la nature et la lourdeur du handicap, :
- 1 à 10 : handicaps physiques divers, classés en général par gravité plutôt que par type. (Pour la brasse, les chiffres ne vont que de 1 à 9. SB1 correspond à S1 et S2, puis SB2 à S3, etc., jusqu'à SB9 qui équivaut à S10.)
- 11 à 13 : cécité (11) ou handicap visuel. Les athlètes aveugles portent des lunettes de natation noircies pour s'assurer de leur égalité. Puisqu'ils ne peuvent voir le bord du bassin, un assistant le leur indique d'une tape sur la tête.
- 14 : handicap mental.